# Labirinto (film 1976)
Labirinto è un film del 1976 diretto da András Kovács.
È stato presentato fuori concorso al 29º Festival di Cannes.

## Produzione
Il film è stato prodotto dalla Budapest Filmstúdió.

## Distribuzione
La pellicola è stata distribuita il 15 aprile 1976 in Ungheria e nel giugno 1976 a Germania Ovest al Festival internazionale del cinema di Berlino.